# Rentenfonds
Ein Rentenfonds ist ein  Investmentfonds, der ausschließlich oder überwiegend in Anleihen investiert.

## Allgemeines
Die Bezeichnung Rentenfonds leitet sich von Rentenpapieren ab, wie Anleihen in der Umgangssprache genannt werden. Allgemein sind Investmentfonds nach dem hauptsächlich oder ausschließlich in ihrem Sondervermögen enthaltenen Finanzinstrument benannt. Deshalb verwalten Aktienfonds überwiegend Aktien, Immobilienfonds überwiegend Immobilien und Rentenfonds überwiegend Anleihen.
Ihren Wertzuwachs erwirtschaften diese Fonds durch die erzielten Zinserträge aus im Bestand gehaltenen Anleihen sowie den Handel mit den gehaltenen Wertpapieren, aus dem Kursgewinne erzielt werden können. Einzelne Fonds führen darüber hinaus auch (temporär) Sicherungsgeschäfte am Terminmarkt durch, um Marktrisiken zu minimieren oder zu eliminieren.
Überproportional profitieren Rentenfonds in Zeiten sinkender Zinsen, da in diesen die Kurse der Anleihen stark steigen und Kursgewinne ermöglichen. Auf der anderen Seite fällt es Rentenfonds schwer, in Phasen steigender Zinsen eine positive Rendite zu erwirtschaften (siehe auch Anleihe#Zinsänderungsrisiko).

## Arten
Allgemein wird unterschieden zwischen Standard-Rentenfonds, Spezial-Rentenfonds und Mischfonds:
- Die Standard-Rentenfonds investieren ihr Fondsvermögen in festverzinsliche Wertpapiere mit unterschiedlichen Zinssätzen und Laufzeiten, wobei gute bis sehr gute Bonität des Emittenten vorausgesetzt wird.
- Spezial-Rentenfonds interessieren sich für niedrigverzinsliche Kupons (englisch low coupons), variabel verzinsliche Anleihen, Junk Bonds oder Rentenindex-Fonds.
- Mischfonds investieren sowohl in Aktien als auch in Rentenwerte.

Diese Arten der Rentenfonds sind vor einer Kapitalanlage in die erforderliche Anlage- und Risikoklasse einzustufen. Hohe Anlagerisiken wie bei Mischfonds gehören zu einer schlechten Anlageklasse und bei risikoaversen Anlegern auch zu einer schlechten Risikoklasse. Bei dieser Kombination ist nach der Anlageberatung und vor der Wertpapierorder dem Privatanleger eine Geeignetheitserklärung vom Kreditinstitut auszuhändigen.

## Risikoprofil
Der Anlegerkreis eines Rentenfonds setzt sich aus Sparern mit dem Anlageziel stetiger Erträge zusammen. Rentenfonds weisen im Vergleich zur Direktanlage ein wesentlich eingeschränkteres Kursrisiko auf. Der Anlageerfolg eines Rentenfonds wird begünstigt durch den ständigen festen Ertrag der in Rentenfonds enthaltenen Papiere und durch die „richtige“ Laufzeitgestaltung.
Chancen und Risiken eines Rentenfonds hängen gleichwohl von Anlageregion, Anlagehorizont (Restlaufzeit) und der Bonität der Emittenten ab. Als relativ sicher gelten einige Staatsanleihen, Unternehmensanleihen bei erstklassiger Bonität und Pfandbriefe. Die Bonität einzelner Unternehmen und Anleihen wird meist von unabhängigen Ratingagenturen gemessen. Ein Ausfall der Zinszahlungen und der Rückzahlung gilt bei Anleihen guter Emittenten als unwahrscheinlich.
Die Hochzinsanleihen oder Schrottanleihen, also Anleihen schlechter bewerteter Emittenten, bieten als Kompensation für das höhere Risiko in der Regel höhere Zinsen. Rentenfonds, die ausschließlich in diesem Segment spekulieren, tragen Bezeichnungen wie High Yield im Fondsnamen. Aber auch für die andere Fonds wie Hedgefonds sind solche Papiere als Beimischung interessant.
Durch die Bündelung mehrerer Wertpapiere und das aktive Fondsmanagement bietet ein Rentenfonds für Privatanleger unter Umständen ein besseres Chance-/Risiko-Verhältnis als der Kauf einzelner Anleihen.
Investiert ein Rentenfonds in Fremdwährungen, besteht für den Halter des Fonds ein zusätzliches Währungsrisiko.